# 宣璠
宣璠（？—195年），一作宣播，東漢末人，官至光祿勳、司隸校尉、廷尉，後在曹陽之戰中戰死（一說死於東澗之戰）。

## 生平
宣璠是漢末獻帝時重臣，曾經奉董卓之命誅殺太傅袁隗一家、策免楊彪、黃琬等，並依董卓旨意封董卓為太師。董卓死後隨獻帝東歸，遭後來反悔的李傕等董卓舊部追擊，宣璠與光祿勳鄧淵、大司農張義、少府田芬、御史鄧聘、射聲校尉沮俊、大長秋苗祀、步兵校尉魏桀、侍中朱展、衛尉士孫瑞等人被李傕軍追上並殺之。